# Mount Lindesay Road
Die Mount Lindesay Road ist eine Verbindungsstraße im äußersten Nordosten des australischen Bundesstaates New South Wales. Sie verbindet den New England Highway und den Bruxner Highway in Tenterfield mit dem Mount Lindesay Highway in Woodenbong, dessen Fortsetzung nach Südosten sie ist.

## Namensherkunft
Die Mount Lindesay Road ist nach dem Mount Lindesay, einem Berg im Ostteil des Mount-Barney-Nationalparks an der Grenze zu Queensland, benannt. Die Straße führt zwar nicht an diesem Berg vorbei, jedoch ihre Fortsetzung nach Nordosten, Richtung Brisbane, der Mount Lindesay Highway.

## Verlauf
In Tenterfield zweigt die Mount Lindesay Road nach Norden vom New England Highway (N15) und vom Bruxner Highway (R44) ab. Die schmale, untergeordnete Straße, die dennoch eine Routennummer besitzt, führt nach Boonoo Boonoo, einer Ortschaft am Ostrand des Bald-Rock-Nationalparks. Wenig nordöstlich des Ortes liegt der Boonoo-Boonoo-Nationalpark. Für beide Nationalparks ist die Mount Lindesay Road die einzige Zufahrtsmöglichkeit.
Bei Wilsons Downfall erreicht die Straße die Grenze nach Queensland. Wenige Kilometer weiter liegen die Siedlungen Amosfield und Liston. Die Mount Lindesay Road führt weiter nach Nord-Nordosten, entlang dem Oberlauf des Maryland River am Fuß des Grenzgebirges McPherson Range. Bald ist Wylie Creek erreicht. Kurz danach kreuzt die Straße den Fluss und erreicht wenig später erneut die Grenze zu Queensland, an der sie bis nach Legume entlangführt.
Dort zweigt nach Norden die Killarney Road ab, die über die Grenze nach Warwick führt. Die Mount Lindesay Road zieht nach Osten weiter und passiert im Süden die drei Nationalparks an der Grenze zu Queensland, den Koreelah-Nationalpark, den Mount-Clunie-Nationalpark und den Mount-Nothofagus-Nationalpark. In Woodenbong geht die Mount Lindesay Road in den Mount Lindesay Highway (R13) über.

## Ausbauzustand
Die Straße ist zweispurig ausgebaut und der größte Teil der Strecke ist asphaltiert. Unbefestigte Streckenabschnitte befinden sich zwischen Boonoo Boonoo und Wilsons Downfall und zwischen Wylie Creek und Legume. Zwischen Legume und Woodenbong ist die Mount Lindesay Road zwar etwas breiter als auf dem Rest der Strecke, jedoch sehr steil und kurvig.